# سينثيا كارتر
سينثيا كارتر (بالإنجليزية: Cynthia Carter)‏ هي أكاديمية بريطانية، ولدت في 30 يناير 1959.